# Thierry Maugenest
Thierry Maugenest (ur. 28 września 1964) – francuski pisarz i tłumacz. 
W jego książkach widać zainteresowanie historią średniowiecza, nie stroni również od odniesień do współczesności.
Jest autorem powieści:
- Venise.net, Paryż, 2003
- La Poudre des rois, Paryż, 2004
- Manuscrit ms 408, Paryż, 2005
  - polskie wydanie – Manuskrypt Voynicha
- Audimat Circus, Paryż, 2007
- Les Rillettes de Proust, Paryż, 2010